# Philodryas chamissonis
La culebra de cola larga (Philodryas chamissonis) es una especie de serpiente venenosa de la familia Dipsadidae. Su nombre hace honor al naturalista y poeta Adelbert von Chamisso. Es la serpiente más grande de Chile

## Descripción
Mide alrededor de 140 cm de longitud, pero puede alcanzar los 220 cm. Se caracteriza por poseer una cola muy larga, que corresponde a cerca de un tercio de la longitud total. Presenta una cabeza alargada, con hocico ligeramente romo. Tiene una banda dorsal gruesa oscura, bordeada de negro, y a cada lado posee franjas claras que se desvanecen con los lados amarillentos. En la zona ventral es blanquecina. Aunque es terrícola, se le puede observar trepando árboles y nadando en cursos de agua lentos. De reproducción ovípara, llega a poner hasta 16 huevos. Posee una dentición opistoglifa, cuyo veneno en personas puede producir intenso dolor, edema, inflamación e incluso náuseas y tendencia a la hipotensión, pero no existen casos de fatalidad en seres humanos por parte de este dipsadino.

## Dieta
Los juveniles presentan un régimen alimentario omnívoro, pero ya adultos poseen una dieta carnívora, alimentándose de reptiles pequeños (principalmente de especies del género Liolaemus), anfibios, micromamíferos y aves. Caza capturando con una mordida y enrollando a la presa, para engullirla comenzando por la cabeza.

## Distribución y hábitat
Es un reptil endémico de Chile. Habita entre Copiapó en la Región de Atacama hasta Purranque en la Región de Los Lagos, y desde el nivel del mar hasta los 2300 m s. n. m. En Ñuble está presente en todas las comunas.
Prefiere los lugares secos y cálidos; bajo rocas y matorrales o dentro de troncos podridos.

## Cariotipo
Posee un número diploide de 2n=36 cromosomas. El par 2 es el transportador NOR teñido con plata.

## Reproducción
Es una serpiente ovípara, colocando de 6 a 21 huevos alargados que varían en tamaño y forma ligeramente, con un período reproductivo que se extiende de agosto a enero.  
Al contrario de otras Philodryas, se observa un dimorfismo sexual en esta especie: las hembras poseen solamente delgadas líneas longitudinales y sus matices marrones son más luminosos.

## Veneno
Es considerado poco tóxico. Por la disposición de sus colmillos, es difícil que pueda inyectar veneno a una persona. Solo existe un caso registrado de mordedura de Philodryas chamissonis. Junto con Tachymenis chilensis son las únicas dos serpientes venenosas presentes en Chile. Los síntomas de las mordidas de las culebras de Chile son locales y restringidos al área de la mordida demorando en desaparecer desde 4 días a menos de un mes. Hasta la fecha no existen antecedentes de muerte por mordidas de estas especies.
Sin embargo esa creencia pudiera ser debido a la poca apertura de la mandíbula del animal, pero hay un caso en Ovalle donde si se produjo emponzoñamiento con cambios locales (equimosis, edema importante), así que habría que revisar con más detenimiento cuantos casos de mordeduras hacen complicaciones. 

## Parásitos
Se encontró un Pentastomida de reptil en los pulmones de una Philodryas chamissonis mantenida en cautiverio en un zoológico chileno. La identificación de dicho parásito correspondió a Raillietiella. Este constituye la primera comunicación sobre Raillietiella sp. en reptiles de Chile.